# Bruno Magalhães
Pour les articles homonymes, voir Pinto, Magalhães et Pinheiro.
Bruno Miguel Pinto Magalhães Pinheiro, né le 10 juillet 1980 à Lisbonne, est un pilote de rallyes portugais.

## Biographie
Ses débuts en compétitions de rallye sont en 1999, au Rallye Portas de Ródão.
Il roule sur des Mitsubishi Lancer Evo de 1999 à 2002, puis passe sur Peugeot de 2002 à 2012 (modèles 206 ou 207).
Son meilleur résultat en WRC est une 12e place dans son rallye national, en 2011.
Il est toujours en activité en 2019.

## Palmarès

### Titres
- Triple Champion du Portugal des rallyes toutes catégories, en 2007, 2008, et 2009 ;
- Champion du Portugal des rallyes catégorie Production : 2007 ;
- Champion du Portugal des rallyes catégorie Tourisme : 2008 et 2009 ;
- Trophée 206 : 2004 ;
  - Vice-champion du Portugal catégorie Tourisme : 2005 et 2006 ;
  - Vice-champion du Portugal catégorie Tourisme/Production moins de 1600 cm³ : 2005 et 2006 ;
  - 3e du championnat du Portugal toutes catégories : 2006.

### Victoire en IRC
- Rallye des Açores : 2010 (avec son frère Bruno, sur Peugeot 207 S2000) (5e du championnat) ;

### Victoires en ERC
- Rallye de Madère : 2012 (avec Nuno Rodrigues da Silva, sur Peugeot 207 S2000).
- Rallye des Açores : 2017
- Rallye de l'Acropole : 2018

### 23 victoires en championnat du Portugal
- Rallye Torrie : 2007 2008 2009 ;
- Rallye de Madère : 2007 (2e au général), 2008 (8e au général), 2009 (2e au général), 2011, et 2012 ;
- Rallye du Futebol Clube do Porto : 2007, 2008, et 2009 ;
- Rallye du centre du Portugal : 2007, 2008, et 2009 ;
- Rallye de Mortágua : 2007, 2008, et 2009 ;
- Rallye de Algarve : 2007 et 2009 ;
- Rallye du Portugal : 2007 (17e au général) et 2008 (6e au général ;
- Rallye des Açores : 2008 et 2010 ;
- Rallye de Marítimo : 2009.